# Jah Acid Dub
 (novembre 2014).
Si vous disposez d'ouvrages ou d'articles de référence ou si vous connaissez des sites web de qualité traitant du thème abordé ici, merci de compléter l'article en donnant les références utiles à sa vérifiabilité et en les liant à la section « Notes et références ».
Jah Acid Dub (de son vrai nom Matthieu Ziegler) est un artiste dub originaire de Paris.

## Histoire
Bercé par le jazz (Be Bop), l’acid jazz, la musique indienne (Raga) et le reggae, à la recherche de nouveaux rythmes et textures, Jah Acid Dub plonge dans la galaxie hypnotique du Dub. Il devient ainsi un inconditionnel de Lee Scratch Perry "The Upsetter" (période Black Ark).
Ses influences passent par les grands du roots dub tel King Tubby, le Scientist, Augustus Pablo, Glen Brown, Israël vibration et les nouveaux comme The Orb, Stress Assassin, Tikiman, Rhythm & Sound, Pole, Caspar Pound & Jammin’ Unit, Backroom Beats, Liquid Dub, OTT...
Le nom de Jah Acid Dub vient de trois concepts :
- Jah pour rappeler la base rythmique popularisée par le Reggae.
- Acid pour l'utilisation de la Silverbox TB303 avec un petit clin d’œil à l’Acid Jazz.
- Dub pour le genre musical.

Jah Acid Dub a participé aux nuits sonores, et plusieurs fois pour le Télérama Dub Festival (Le plus gros événement européen dédié au Dub).
Il est aussi peintre et infographiste (Art numérique) sous le nom de Matzig.

## Style
Jah Acid Dub compose et auto-produit seul tous ses riddims dans son propre Home studio dénommé «The Bad Weed Studio». Il est partagé entre plusieurs styles : le Dub, l'électro dub, l'ambient dub,  l'atmosphérique dub, le psychédélique dub, l'hypnotique dub, le Psydub, le Psybient, la Dubby Trance et la dubby house, toujours sur des fondations très roots.
Ses compositions sont enveloppées d’épaisses basses, structurées par des boîtes à rythme et truffées d’effets : Écho, Réverb, Phaser, Distorsion, E.Q et Filtre.
En 1996, il dénomme son style «Acid Dub» à cause de l’utilisation systématique de la TB303.

## Discographie
- Acid Dub I - (1998)
- New Land Dub - (1999–2000)
- Herbal Trip In Dub - (2000)
- Dubby House Trip - (2001)
- Digital Weed Laboratory in Dub - (2001)
- Acid Dub II - (2001–2002)
- Acid Revolution in Dub [Chap. I] - (2002–2003)
- Dubby House [Chap. I] - (2003–2004)
- Acid Revolution in Dub [Chap. II] - (2003-2005)
- Delayrium - (2011)
- Soul Land Dub - (2015)